# Louis Réau
Louis Réau (* 1. Januar 1881 in Poitiers; † 10. Juni 1961 in Paris) war ein französischer Kunsthistoriker. Er gilt als prägend für die Wahrnehmung der deutschen Kunst in Frankreich.

## Leben
Louis Réau studierte an der École Normale Supérieure in Paris. Weiterhin lernte er auch Russisch am Institut national des langues et civilisations orientales. Mit diesen zwei Qualifikationen ausgestattet wurde Réau zum Direktor des Institut français in Sankt Petersburg und in Wien ernannt. Die Einrichtung eines Institut français in Sankt Petersburg wurde von der Sorbonne mit Argwohn betrachtet, denn sie empfand dieses Institut als Konkurrenz in der Vermittlung der französischen Sprache. Louis Réau als Kunsthistoriker beabsichtigte jedoch das Erlernen der Sprache lediglich als Einstieg in das Kennenlernen der französischen Kultur zu nutzen. In seinem Buch Histoire de l’expansion de l’art Français beschrieb er die Verbreitung der französischen Kunst im Europa und Amerika des 17. Jahrhunderts.
Seine Iconographie de l’art chrétien aus den Jahren 1955–1959 und diverse Monografien deutscher Künstler wie Peter Vischer der Ältere und Matthias Grünewald spiegeln seine Expertise auf dem Gebiet mittelalterlicher Kunst wider. Eines der ersten wissenschaftlichen Bücher zur Russischen Kunst, das in französischer Sprache verlegt wurde, war L’Art Russe aus dem Jahr 1922.
1947 wurde Louis Réau in die Académie des Beaux-Arts gewählt.

## Schriften (Auswahl)
- Histoire de l’expansion de l’art Français
- L’Art Français sur le Rhin au XVIIIe siècle, Paris 1908
- Iconographie de l’art chrétien. 3 Bände, Presses Universitaires de France, Paris 1955–59
- Histoire du vandalisme en France. 2 Bände, Paris 1959
- L’Europe français au siècle des Lumières. 1938
- Histoire de l’art russe. 2 Bände
  - L’Art russe, des origines à Pierre le Grand
  - L’art russe de Pierre le Grand à nos jours
- Histoire de l’art roumain.
- Les Primitifs allemands, 1910
- Peter Vischer et la sculpture franconienne du XIVe au XVIe siècle, Paris 1909
- Mathias Grünewald et le Retable de Colmar, 1920
- Cologne und Saint-Pétersbourg in der Reihe Les Villes d’art celebres, Paris 1908
- Dictionnaire polyglotte des termes d’art et d’archéologie
- Une dynastie de sculpteurs au XVIIe siècle: Les Lemoynes, Paris 1927
- Les compagnes de Diane, In: Gazette des Beaux-Arts 8, 1932
- mit G. Lundberg und Roger-Armand Weigert: L’Art français dans les pays du nord et de l’est de l’Europe, 1932